# Androcymbium schimperianum
Androcymbium schimperianum là một loài thực vật có hoa trong họ Colchicaceae. Loài này được (Hochst.) K.Perss. mô tả khoa học đầu tiên năm 2007.